# Maria Jesús Izquierdo i Benito
Maria Jesús Izquierdo i Benito   (Benamira, 1945) és una doctora en Economia i professora jubilada de Teoria Sociològica a la Universitat Autònoma de Barcelona (UAB). És creadora del Grup d'Estudis sobre Sentiments, Emocions i Societat (GESES), on investiga la divisió sexual del treball, el acudits com a manifestació emocional de la vida social i les relacions entre maltractament i cures en l'àmbit familiar.
El 1982 fou membre del consell editorial de Papers, revista de sociologia, una revista acadèmica impulsada pel departament de Sociologia de la UAB i editada per Edicions 62 i Península.
Ha dirigit estudis com La interdependència de les activitats domèstiques i el treball remunerat. Estudi comparatiu dones/homes (Parlament de Catalunya, 1993), i El sexisme a la Universitat. Estudi comparatiu del personal assalariat de les universitats públiques catalanes (Universitat Autònoma de Barcelona, 1999).

## Obra publicada
- Las, los, les (lis, lus). El sistema sexo/género y la mujer como sujeto de transformación social. Barcelona: LaSal, 1985. ISBN 84-85627-19-9.[4]
- El malestar en la desigualdad. Madrid: Ediciones Cátedra, 1998. ISBN 84-376-1658-1.
- Cuando los amores matan. Cambio y conflicto en las relaciones de edad y de género. Madrid: Ediciones Libertarias, 2000. ISBN 978-84-7954-557-4.
- Sin vuelta de hoja. Sexismo, placer y trabajo. Barcelona: Bellaterra, 2001. ISBN 84-7290-157-2.
- Servidores sense fronteres, la migració femenina filipina. Barcelona: Fundació Jaume Bofill, 2006. ISBN 978-84-85557-68-4.